# 傅依婷
傅依婷（1996年1月27日—），中国女子击剑运动员，2018年亚洲运动会女子花剑个人和女子花剑团体银牌得主、2021年夏季世界大运会女子花剑团体金牌得主。